# 6,5 × 50 mm Arisaka
El cartucho japonés 6,5 × 50 mm Arisaka fue adoptado por el Ejército Imperial Japonés en 1897, así como el fusil y la carabina Tipo 30. El nuevo fusil y su cartucho reemplazaron al fusil Murata, que empleaba el cartucho 8 x 52 Murata. En 1902, la Armada Imperial Japonesa recalibró su fusil Tipo 35 para emplear este cartucho. En 1905, este cartucho también fue empleado en el fusil Tipo 38 y su variante carabina, que reemplazó al Tipo 30 en el Ejército Imperial Japonés. Las carabinas de caballería Tipo 44, adoptadas en 1911, también empleaban este cartucho.

## Historia
Los primeros cartuchos 6,5 x 50 Arisaka tenían una bala con camisa de cuproníquel y punta redonda, que pesaba 10,4 gramos (160 granos), así como una carga de aproximadamente 2 gramos (31 granos) de pólvora sin humo. Estos cartuchos fueron posteriormente sustituidos tras la adopción del fusil Tipo 38, cuando Japón decidió seguir la tendencia de las fuerzas armadas de las demás potencias mundiales, al adoptar la bala puntiaguda tipo "spitzer" en la primera década del siglo XX. El fusil Tipo 38 disparaba un cartucho con bala spitzer de 9 gramos (139 granos), que iba cargado con 2,5 gramos (39 granos) de pólvora sin humo y tenía una velocidad de 770 metros/segundo (2500 pies/segundo).
El cartucho con bala spitzer empleado por el fusil Tipo 38 no sufrió cambio alguno hasta la adopción de la ametralladora ligera Tipo 11 en 1922. Inicialmente esta empleaba los mismos cartuchos que el fusil, siendo alimentada mediante una tolva con capacidad para 6 peines de 5 cartuchos cada uno. Pero el uso continuo puso en evidencia que las altas presiones generadas por los cartuchos estándar de fusil desgastaban y rompían las piezas de la ametralladora. Por lo cual se decidió reducir la carga de pólvora en los cartuchos empleados por la ametralladora ligera Tipo 11, a fin de solucionar este problema. Estos cartuchos con carga reducida pueden identificarse por la letra "G" dentro de un círculo, estampada en su empaque, que viene de genso (reducido, en japonés). Estos cartuchos también eran suministrados a los soldados armados con la ametralladora ligera Tipo 96, introducida en 1936, y a los francotiradores armados con el fusil Tipo 97. La ventaja del cartucho con carga reducida en el fusil de francotirador era que producía un menor fogonazo, que no delataba la posición del francotirador.
Los cartuchos 6,5 x 50 Arisaka para tiro reducido tienen una bala de papel maché o madera, mientras que los cartuchos inertes de entrenamiento suministrados a las fuerzas armadas japonesas estaban hechos de latón o más frecuentemente eran de madera pintada de rojo y con el culote de metal. Los cartuchos propulsores de los lanzagranadas de espiga japoneses frecuentemente tienen balas de papel maché y pueden ser identificados por sus fulminantes marcados con un aspa.

## Otras armas calibre 6,5 mm
Entre otros fusiles calibre 6,5 mm empleados por Japón figuran unos cuantos fusiles Mauser Tipo 13 producidos en el Arsenal de Hoten (Mukden) en Manchuria, China. Estos fusiles fueron producidos con maquinarias danesas Nielsen-Winther, compradas por el caudillo manchuriano Chang Tso Lin a comienzos de 1924. Cuando los japoneses tomaron el control del arsenal tras el Incidente de Mukden en 1931, el fusil Tipo 13 continuó siendo producido en calibre 7,92 Mauser, pero una cantidad desconocida también fue producida en calibre 6,5 mm. Los fusiles Tipo I producidos en Italia para Japón según las cláusulas del Pacto Anti-Komintern entre 1937-1939, emplean el cartucho 6,5 x 50 Arisaka. A pesar de ser armas italianas, no pueden emplear el cartucho 6,5 x 52 Mannlicher-Carcano. Una cantidad desconocida de fusiles y carabinas Mannlicher M.95 holandeses fueron capturados por las tropas japonesas tras la Campaña de las Indias Orientales Neerlandesas en 1942, siendo modificados para emplear el 6,5 x 50 Arisaka en lugar del cartucho holandés con pestaña 6,5 x 54 R.

## Empleo en Rusia
Tras observar la efectividad del fusil Tipo 30 y su cartucho 6,5 x 50 Arisaka al ser empleado contra ellos durante la Guerra Ruso-Japonesa, los principales diseñadores de armas rusos calibraron los primeros diseños de fusiles semiautomáticos para el cartucho japonés. Ya que el cartucho estándar ruso de la época, el 7,62 x 54 R, era demasiado potente y generaba un gran retroceso en un arma automática, parecía más apropiado emplear un cartucho calibre 6,5 mm. Los primeros fusiles semiautomáticos diseñados por Vladimir Fedorov empleaban el 6,5 x 50 Arisaka, incluso el fusil Avtomat Fiódorova, que llegó a ser suministrado a las tropas pero en número limitado. Posteriormente, las tropas rusas en el frente armenio fueron equipadas con carabinas Tipo 38 suministradas por el gobierno zarista. Los rusos solían modificar el pestillo de la trampilla del cargador interno fijo del Tipo 38, debido a que este podía ser accionado involuntariamente cuando el soldado llevaba guantes.

## Empleo en el Reino Unido
En 1914 fueron vendidos a las fuerzas armadas del Reino Unido - principalmente a la Royal Navy - aproximadamente 150.000 fusiles y carabinas Tipo 30 y Tipo 38, que fueron empleados para entrenamiento. El cartucho 6,5 x 50 Arisaka fue producido en Gran Bretaña por la empresa Kynoch , siendo adoptado con la denominación .256-inch (6,5 mm) caliber Mk II en 1917. Parece ser que las tropas árabes organizadas por el Capitán Thomas Edward Lawrence para luchar contra el Imperio otomano durante la Primera Guerra Mundial fueron equipadas con fusiles Tipo 30 por los británicos, aunque algunos historiadores opinan que las fuerzas beduinas empleaban principalmente fusiles otomanos Mauser capturados. En general, el cartucho 6,5 x 50 Arisaka fue empleado tanto en armas japonesas como en armas fabricadas por Rusia, Reino Unido, China, Corea del Norte, Corea del Sur, Tailandia, Finlandia e Indonesia. Varios fusiles Arisaka de la Royal Navy fueron entregados a las tropas del Movimiento Blanco.

## Empleo en Finlandia
Como los rusos tenían lotes sobrantes de fusiles Tipo 30 y Tipo 38, tanto capturados durante la Guerra Ruso-Japonesa como comprados a Japón durante la Primera Guerra Mundial, decidieron almacenar algunos fusiles en arsenales situados en Finlandia. Durante la Revolución de 1917, los finlandeses aprovecharon la oportunidad para obtener su independencia y tomaron muchos fusiles Arisaka de los arsenales rusos. Estos fueron principalmente empleados por la caballería finlandesa; tras la independencia de Finlandia, se llevaron a cabo experimentos para recalibrar los fusiles Tipo 38 a 7,92 Mauser. Al agotarse los repuestos y la munición, Finlandia relegó los fusiles Arisaka a los reservistas y marinos mercantes antes de vender una gran cantidad de estos a Estonia. Los fusiles Arisaka empleados por Finlandia llevan grabados números de distrito y una 'S' grabada en la culata.

## Armas que emplean el 6,5 x 50 Arisaka
- Ametralladora ligera Tipo 11
- Ametralladora ligera Tipo 96
- Ametralladora pesada Tipo 3
- Fusil Tipo I
- Fusil Tipo 30
- Fusil Tipo 38
- Fusil de Caballería Tipo 38
- Fusil de Caballería Tipo 44
- Fusil de francotirador Tipo 97
- Avtomat Fiódorova

## El 6,5 x 50 Arisaka hoy en día
Este cartucho solamente estuvo disponible en los Estados Unidos a través de la empresa sueca Norma por muchos años, pero ahora la empresa Graf & Sons ofrece casquillos y se pueden hacer recargas manuales. Kinematics Research de Tennessee y Hornady también producen este cartucho.